# Zuiderdijk

Het 'historische' West-Friesland binnen de Omringdijk. Het deel tussen Enkhuizen en Hoorn is de Zuiderdijk.

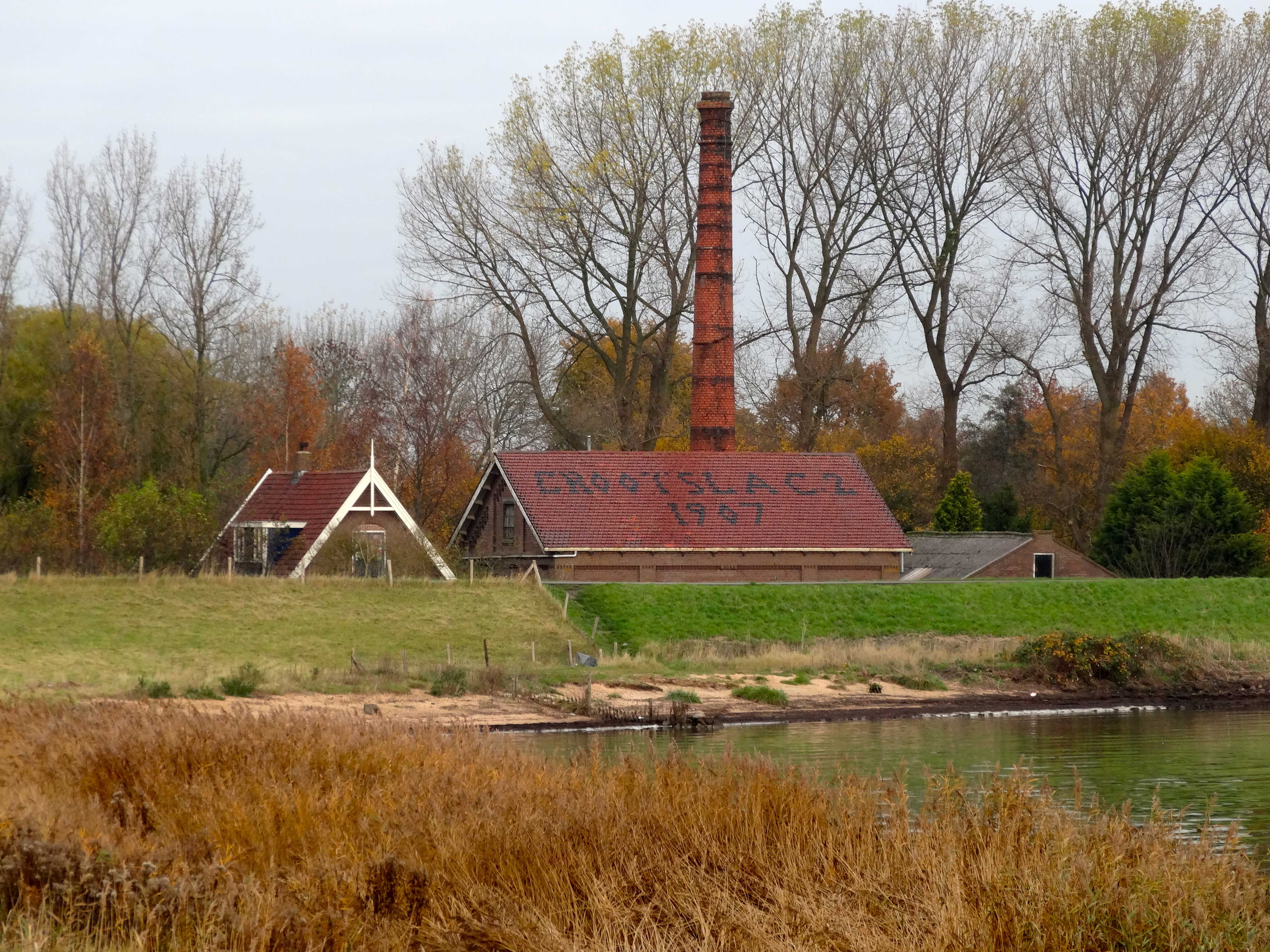
Gemaal Grootslag II aan de Zuiderdijk nabij Broekerhaven

De Zuiderdijk, voluit Zuiderdijk van Drechterland, is een deel van de Westfriese Omringdijk in de Nederlandse provincie Noord-Holland. De waterkering, met een lengte van ongeveer 22 kilometer, beschermt de zuidkant van het (voormalige) ambacht Drechterland en loopt van Enkhuizen naar Hoorn.  Verantwoordelijk voor het onderhoud van de dijk is het Hoogheemraadschap Hollands Noorderkwartier.
De dijk was gedurende lange tijd, tot aan het gereedkomen van de straatweg Hoorn - Enkhuizen in 1671, de belangrijkste verbinding over land tussen Hoorn en Enkhuizen. Bij Enkhuizen kwam de dijk de stad binnen bij de Drommedaris of Ketenpoort, na de stadsuitbreiding was dit via de nieuwe Ketenpoort. In Hoorn kwam men vanaf de dijk de stad via de Oosterpoort binnen.
Tussen 2010 en 2013 is een grootschalige dijkverzwaring uitgevoerd aan een groot deel van de Zuiderdijk.

## Tracé

### Enkhuizen - Oosterleek
In Enkhuizen is het tracé in de loop der eeuwen flink veranderd door het graven en weer dempen van verschillende havens. Van oudsher kan men de dijk laten beginnen bij de Breedstraat. Van daaraf liep de dijk via de Drommedaris langs de zogeheten zoutketen de stad uit (vandaar de naam Ketenpoort voor de Drommedaris). Bij de stadsuitlegging van de jaren 1590 kwam de rand van de stad verderop te liggen waar een nieuwe Ketenpoort kwam. De zoutketen lagen nu tussen de oude en de nieuwe Ketenpoort. Later werd de dijk hier doorgegraven voor de aanleg van de Nieuwe Haven, die in de 19e eeuw weer grotendeels werd gedempt.
Vanaf Enkhuizen loopt de dijk van de (nieuwe) Buyshaven naar het zuidwesten, eerst met een uitstulping om de provinciale weg N307 heen naar de Krabbersgatsluizen in de Houtribdijk en vervolgens langs het buitendijkse bedrijventerrein Krabbersplaat verder naar Broekerhaven, waar de dijk is doorgegraven voor deze in 1449 aangelegde haven. Om polderschuiten te kunnen overzetten van de haven naar het polderpeil en omgekeerd, is hier in de 20e eeuw de 'Overhaal' geplaatst, een stalen scheepslift die nu rijksmonument is. De N307 loopt hier op de dijk. Iets ten westen bevindt zich het gemaal Grootslag II, dat begin 20e eeuw is gebouwd voor het bemalen van de polder Het Grootslag.
De dijk maakt hier een bocht naar het zuiden en loopt langs de oostkant van Venhuizen, Oostergouw. Via gemaal De Drieban en de buurtschappen Tersluis en De Weed komt de dijk bij het dorp Oosterleek.

### Oosterleek - Schellinkhout
Vanaf Oosterleek loopt de dijk wat meer westelijk, eerst naar De Molentjes, waar zich ook een vluchthaventje bevindt, nabij Wijdenes. Daarna loopt de dijk via de buurtschap Kraaienburg naar het natuurgebied De Nek, dat is ontstaan als kleiput ten behoeve van de dijkversterking na de watersnood van 1916. Hier buigt de dijk met een ruime bocht naar het noorden af en het bereikt het dorp Schellinkhout.

### Schellinkhout - Hoorn
Bij Schellinkhout bevindt zich een stuk buitendijks land (Uiterdijk) dat gedeeltelijk voor dagrecreatie wordt gebruikt. De dijk loopt langs het dorp en buigt naar het westen af. Iets ten westen van het dorp bevindt zich hier de Grote Molen, met ernaast het poldergemaal Schellinkhout dat de molen in 1913 verving. Verderop buigt de dijk in noordwestelijke richting af, om het bedrijventerrein Hoorn 80 heen, om daar als Schellinkhouterdijk een bijna haakse bocht naar het westen te maken. Oorspronkelijk kon men van hier de stad alleen bereiken door de Oosterpoort. De dijk loopt binnen de stadswallen in feite verder, als Kleine Oost (tussen de Oosterpoort en de voormalige Oude Oosterpoort) en Grote Oost, via de Roode Steen naar het West. Daar begint de Westerdijk.